# Bécon-les-Granits
Bécon-les-Granits – miejscowość i gmina we Francji, w regionie Kraj Loary, w departamencie Maine i Loara.
Według danych na rok 2010 gminę zamieszkiwały 2 687 osoby, a gęstość zaludnienia wynosiła 58 osób/km².